# 에드워드 5세
에드워드 5세(영어: Edward V, 1470년 11월 2일 ~ 1483년?)는 잉글랜드의 왕이다.

## 생애
에드워드 5세는 잉글랜드의 왕 에드워드 4세와 엘리자베스 우드빌 사이의 장남으로, 아버지가 잠시 추방당하였을 때인 1470년 11월 2일 웨스트민스터 사원의 성역에서 태어났다.
1471년 6월 에드워드 5세는 웨일스 공의 자리에 올랐으며 에드워드 4세가 1483년 4월 사망하고 에드워드 5세가 잉글랜드의 왕으로 즉위하였을 때 숙부 글로스터 공작 리처드와 리버스 백작 리처드 우드빌간의 권력 투쟁이 발생하였다.
결국 글로스터 공작 리처드가 리버스 백작 일파를 체포하고, 에드워드 4세와 엘리자베스 우드빌 간의 결혼이 무효이므로 에드워드 5세는 적자가 아니라는 명분하에 리처드 3세가 왕위에 올랐다.
이와 동시에 에드워드 5세는 그의 동생인 요크 공작 슈루즈베리의 리처드와 함께 런던 탑에 감금되었다. 얼마 지나지 않아 이들은 런던탑에서 자취를 감추게 되었는데 1483년 8월경에 리처드 3세에 의해서 살해되었다는 설이 유력하다.

## 같이 보기
- 런던탑의 두 왕자

 본 문서에는 현재 퍼블릭 도메인에 속한 브리태니커 백과사전 제11판의 내용을 기초로 작성된 내용이 포함되어 있습니다.
| 전임 웨스트민스터의 에드워드 | 웨일스 공 콘월 공작 1470년 - 1483년 | 후임 미들험의 에드워드 |

| 전임 작위 생성 (2번째) | 마치 백작 1479년 - 1483년 | 후임 왕위에 합쳐짐 |

| 전임 에드워드 4세 | 잉글랜드의 왕 아일랜드의 영주 1483년 | 후임 리처드 3세 |